# Петрик, Николас
Ни́колас Пе́трик (нем. Nikolas Petrik; род. 19 марта 1984, Филлах, Австрия) — австрийский профессиональный хоккеист. Нападающий клуба «Дорнбирнер». Игрок сборной Австрии по хоккею с шайбой.

## Карьера
Николас Петрик — воспитанник хоккейного клуба «Филлах». В 2003 году Петрик перешёл в «Грац Найнти Найнерс», но уже в следующем сезоне вернулся обратно. С 2012 года выступает за хоккейный клуб «Дорнбирнер», где с 2014 года является капитаном. На юниорских и молодёжных чемпионатах выступал за сборную Австрии. 14 апреля 2005 года дебютировал во взрослой сборной в матче против сборной Чехии.